# Bălcești
Bălcești je  město v župě Vâlcea v Rumunsku. Žije zde přibližně 4 200 obyvatel. Administrativní součástí města je i osm okolních vesnic.

## Části
- Bălcești – 1 796[2] obyvatel
- Benești – 417 obyvatel
- Cârlogani – 240 obyvatel
- Chirculești – 16 obyvatel
- Gorunești – 500 obyvatel
- Irimești – 206 obyvatel
- Otetelișu – 887 obyvatel
- Preoțești – 121 obyvatel
- Satu Poieni – 52 obyvatel